# آزمایشگاه‌های دریایی ماس لندینگ

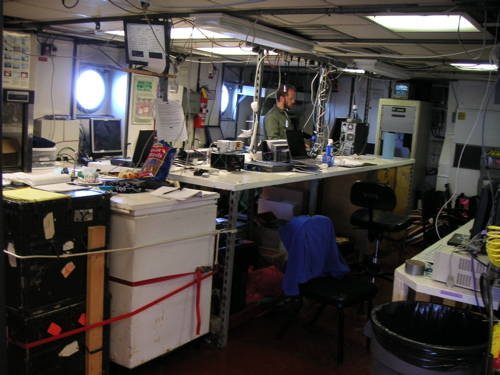
آزمایشگاه‌های دریایی ماس لندینگ (به انگلیسی: Moss Landing Marine Laboratories) یک مجتمع پژوهشی در دانشگاه‌های ایالتی کالیفرنیا می‌باشد

آزمایشگاه‌های دریایی ماس لندینگ (به انگلیسی: Moss Landing Marine Laboratories) یک مجتمع پژوهشی در دانشگاه‌های ایالتی کالیفرنیا می‌باشد که توسط دانشگاه ایالتی سن خوزه اداره می‌شود. این مرکز در فاصله چند صد متری از دره مونتری واقع شده است که بزرگ‌ترین تنگه زیردریایی در کرانهٔ غربی آمریکا به شمار می‌آید.